# Criophthona
Criophthona é um gênero de mariposa pertencente à família Crambidae.